# Кейра Амрауї
Кейра Амрауї (фр. اKheira Hamraoui; нар. 13 січня 1990, Круа, Франція) — французька футболістка, півзахисниця «Парі Сен-Жермен» та національної збірної Франції.

## Клубна кар'єра

### Ранні роки. Дебют у Лізі 1
Мати — Маджуба, власниця пекарні. У 2016 році футболіст згадувала: «Коли була маленькою, я написала на стінах маминої пекарні: хочу бути професіональною футболісткою. Джентльмен, який його купив, навіть сфотографував [цей напис] перед тим, як переробити. Однак на той час це було неможливо». Троє з чотирьох її старших братів потім відкрили дві пекарні в Рубе, де завжди проживала її родина.
Юна Кейра відкриває для себе футбол у центрі району Оммелет у Рубе. Сперше в юному віці відмовилась від переходу у «Спортивному та культурному клубі Оммелет», але в 1999 році Кейра все ж опинилася у вище вказаному клубі. Граючи зі своїми однокласниками CE2 у школі Сен-Франсуа-д'Асіз, Фарід Бенсалем помічає її після того, як протягом декількох місяців відмовлявся брати до команди.
На юнацькому рівні розпочала кар'єру разом з хлопчиками в «Клерфорнтені». У 2016 році вона заявила: «У 14 років я підписала контракт з Лірсом, щоб підготувати свою інтеграцію в «Клерфорнтен», я пробула там три роки».
Через рік повернулася до рідного регіону, де грала за «Енен-Бомон» протягом сезону 2007/08 років. Кейра згадує: «Можливість з'явилася в той рік, коли дівчата стали професіоналами, це було ідеально». У футболці «Енін-Бомона» ввідзначилася хет-триком у поєдинку проти «Сент-Етьєна», привернувши увагу президента вище вказаного клубу.

### Виступи в «Сент-Етьєні»
Потім вона була помічена «Сент-Етьєном» і приєдналася до «Амазонок» наступного сезону. Залишивши сім’ю, Кейра змушена працювати неповний робочий день продавцем. Незважаючи на хорошу серію в Кубку Франції, завдяки якій клуб вийшов у чвертьфінал проти «Олімпіка» (Ліон) (3:0), сезон 2008/09 років став неоднозначним, команда опинилась в середині турнірної таблиці чемпіонату (7-е місце).
1 липня 2009 року було підтверджено злиття між РК «Сент-Етьєн» і чоловічим професіональним клубом АС «Сент-Етьєн». У першому сезоні жіночої секції АССЕ клуб наблизився до перших місць, зайнявши 6-е місце в підсумковій таблиці.
У сезоні 2010/11 років «Сент-Етьєн» у чемпіонаті показав найкращий результат у чемпіонаті (5 місце). Скориставшись досить поблажливою картиною, Стефануазі виходять у фінал кубку Франції, вигравши в серії післяматчевих пенальті в однієї з чотирьох найсильніших команд Ліги 1, «Монпельє» (0:0, 3:2). Це перший великий національний трофей, виграний клубом.

### Чотири роки в ПСЖ

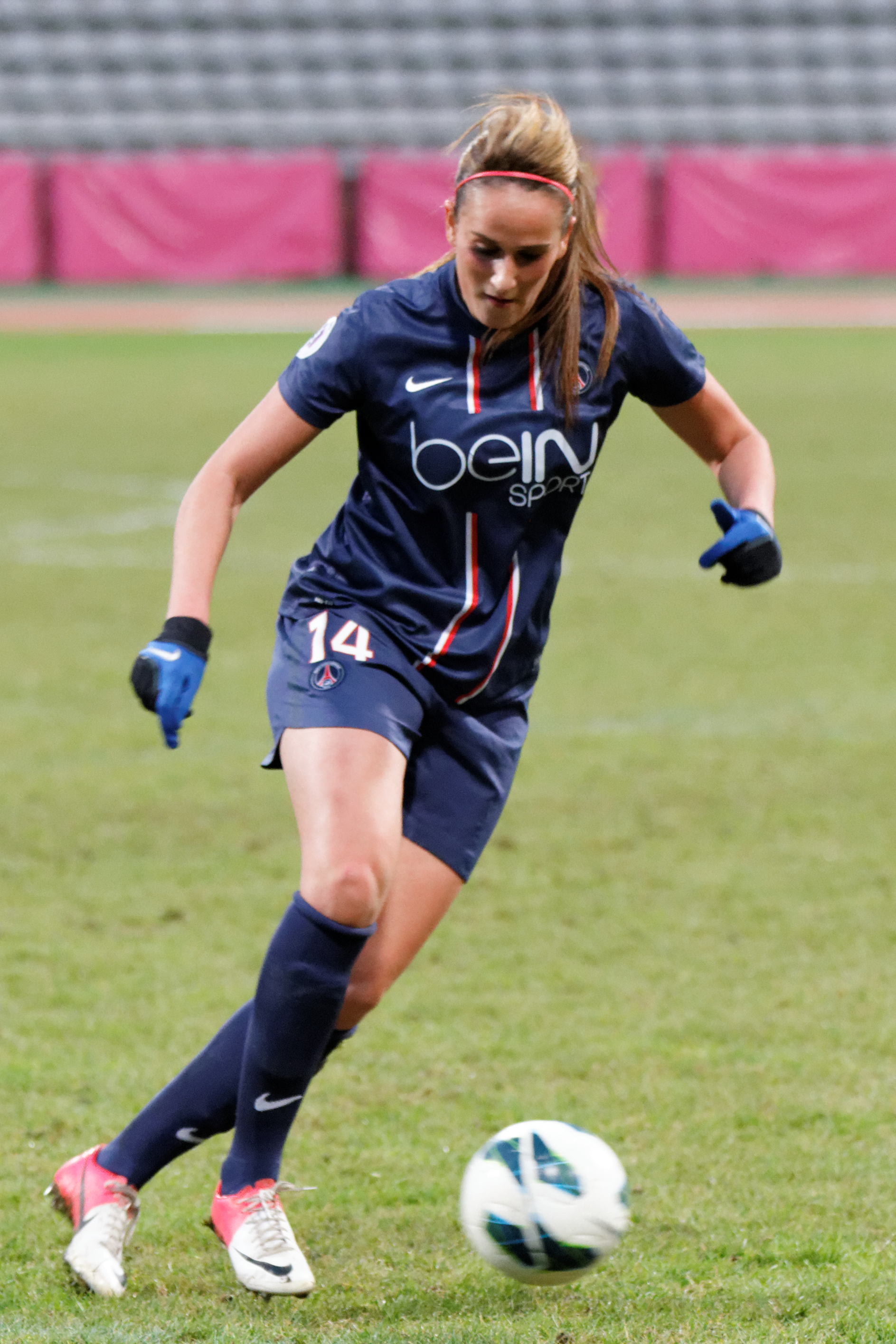
Кейра Амрауї у футболці ПСЖ (у грудні 2012 року).

На початку сезону 2012/13 рокуів QSI, новий катарський власник ПСЖ, виявив професіоналізувати жіночу команду, щоб досягти найвищого рівня. Керівництво мало на увазі, що 21 гравець у складі підписує федеральний контракт, еквівалент професіонального контракту, рідкісний випадок у жіночому футболі. Команда, здатна конкурувати з «Олімпіком» (Ліон), «Жувісі» (Париж) та «Монпельє», зокрема, сформували шляхом залучення декількох гравців міжнародного рівня, а також нового тренера Фаріда Бенстіті. Влітку 2012 року Кейра перейшов до «Парі Сен-Жермен». Цей підпис дозволив їй отримати контракт з професіональним гравцем. Парижанки продемонстрували хороші результати. Зіткнувшись із трьома іншими великими клубами чемпіонату, ПСЖ програв лише двічі, Ліону, й фінішував другим із 78 очками, що є рекордом для ПСЖ, який, таким чином, змагатиметься в Лізі чемпіонів у наступному сезоні. Однак у Кубку Франції парижанки зупинилися на стадії півфіналу, поступившись «Сент-Етьєну».
У сезоні 2013/14 років дебютувала в Кубку Європи. У першому раунді ПСЖ поступився шведському «Тіресе» й вибув з турніру. Парижанкам вдається вийти до фіналу Кубку Франції, але програє «Ліону», а також посідає друге місце в лізі, поступившись чемпіонством «Ліону».
Початок сезону 2014/15 для ПСЖ у Лізі 1 відповідав очікуванням. Протистоючи «Твенте» у плей-оф Ліги чемпіонів, ПСЖ вийшов у наступний раунд завдяки двом перемогам, а потім вперше в своїй історії у чвертьфіналі Кубка європейських чемпіонів вибив «Ліон». ПСЖ зберігає друге місце в Лізі 1, завдяки чому вийшов до наступного сезону єврокубків. У Кубку європейських чемпіонів ПСЖ вибили шотландський клуб «Глазго Сіті» у чвертьфіналі. У півфіналі ПСЖ вибив «Вольфсбург», дворазового діючого чемпіона, і вперше в своїй історії вийшов у фінал. 14 травня в Берліні команда з Іль-де-Франсу програла «Франкфурту» у додатковий час з рахунком 1:2.
Протягом сезону 2015/16 парижанкам не вдалося набрати три очки від Ліона і лише одну поразку за весь сезон від олімпійців. Після цієї важкої невдачі, отриманої в «Ліоні» (0:5), Фарід Бенстіті розкритикува Кейра Амрауї й на початку березня 2016 року заявив: «Я запитував її, а вона сама себе. У нас не може бути великий потенціал, якщо поставити його на службу колективу... Вона дозріла, більш дисциплінована. Якщо вона продовжує залишатися в такому стані душі, вона безперечна». Команда з Іль-де-Франсу також добре виступала в Кубку Франції та Лізі чемпіонів, щоразу вибуваючи у півфіналі відповідно «Монпельє» та «Олімпіку Ліон».

### Чемпіонський титул з «Ліоном». «Барселона»
1 липня 2016 року, після закінчення контракту з ПСЖ, Хейра підписала контракт з «Олімпіком Ліон» разом із трьома іншими парижанським гравчинями: Джесікою Уарою, Кензою Далі та Каролін Сегер. 1 червня 2017 року «Олімпік» (Ліон) виграв свою четверту Лігу чемпіонів (переміг у фіналі Парі Сен-Жермен).

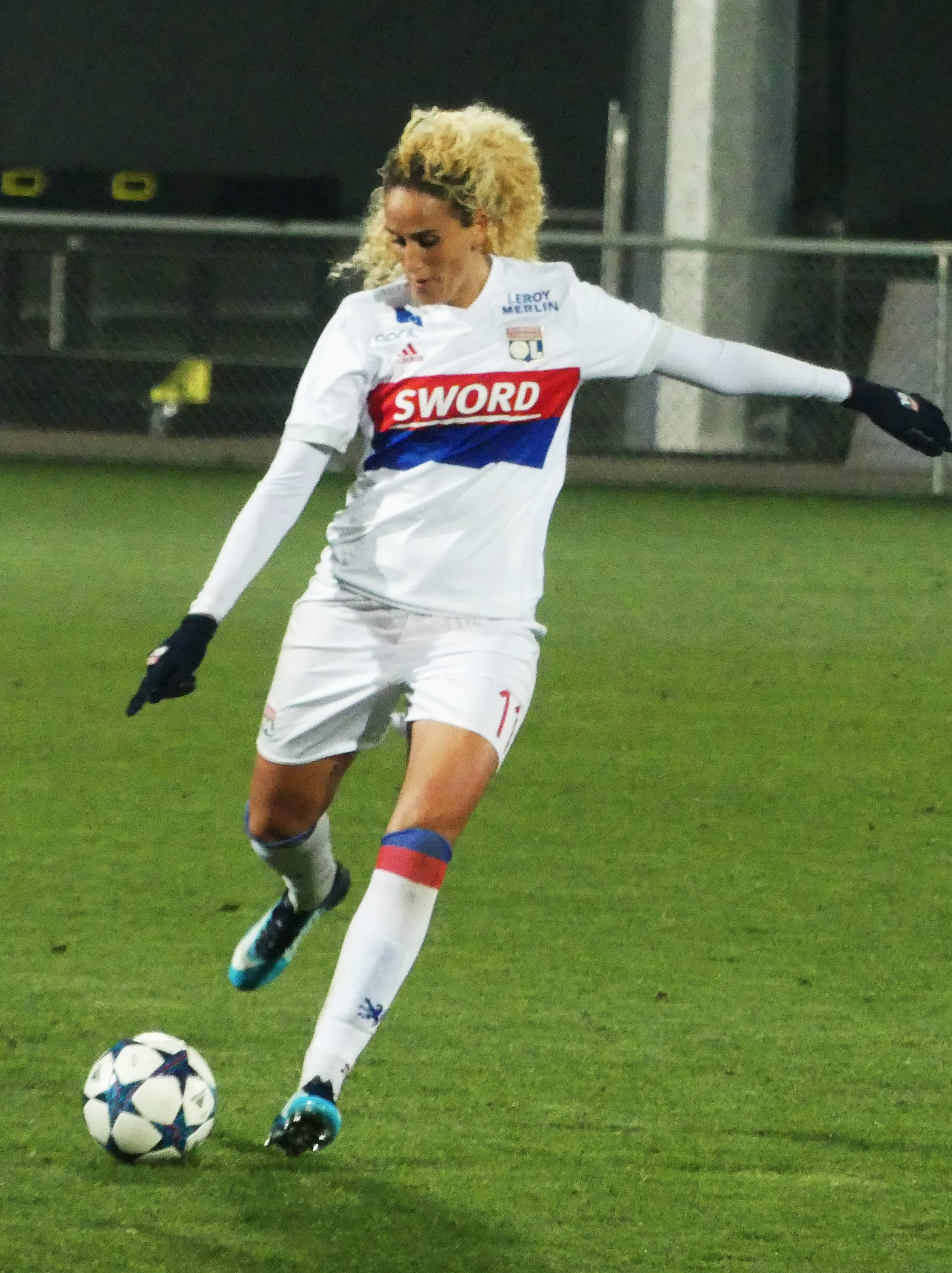
Кейра Амрауї у футболці «Ліона» (грудень 2017 року).

24 травня 2018 року «Ліон» виграв свій п'ятий титул чемпіона Європи, третій поспіль проти «Вольфсбурга» (4:1 після додаткового часу). Завдяки цій новій перемозі Феноти встановили подвійний рекорд: найбільшу кількість європейських титулів (п’ять) і найбільшу кількість європейських титулів поспіль (три). У червні 2018 року оголосила про відхід з клубу і про бажання виступати за кордоном. За два сезони в команді Хамрауї не вдалося стати основною гравчинею, незважаючи за те, що провела в команді два роки.
19 червня 2018 року підписала контракт з «Барселоною», щоб отримати можливість стати основною гравчинею. 28 квітня 2019 року каталонська команда вийшла у свій перший фінал Ліги чемпіонів, вибивши мюнхенську Баварію.
2 травня 2021 року команда вийшла у другий фінал Ліги чемпіонів, вибивши «Парі Сен-Жермен». 16 травня 2021 року гравці виграли свою першу Лігу чемпіонів, обігравши у фіналі «Челсі» з рахунком (0:4), завдяки чому стала першою жіночою командою в чемпіонаті Іспанії, яка виграла єврокубковий турнір. Наприкінці травня жіноча команда «Барси» досягла історичного успіху, оформила золотий хет-трик, переміг у «Леванте» у фіналі Кубка Королеви (4:2), після того, як декількома тижнями раніше виграла Кубок Європи та Ла-Лігу.

### Повернення до ПСЖ
15 липня 2021 року ПСЖ оголосив про повернення гравчині, яка підписала контракт до червня 2023 року.

## Кар'єра в збірній
Кейра Амрауї дебютувала за національну збірну Франції 20 жовтня 2012 року у товариському матчу проти Англії (2:2).
У складі триколірних виграла Кіпрський турнір 2014 року.
Брала участь у чемпіонаті світу 2015 року в Канаді, де з «блакитними» програла у чвертьфіналі в серії післяматчевих пенальті Німеччини.
Півзахисниця зіграла у трьох матчах американського турне «блакитних» на початку березня 2016 року проти Німеччини (0:1), США (0:1) та Англії (0:0).
У середині квітня 2016 року Хейра Хамрауї відзначилася першим годом за національну команду у матчі кваліфікації чемпіонату Європи 2017 року проти України.

## Напад
4 листопада 2021 року вона стала жертвою засідки: двоє чоловіків жорстоко напали на неї й нанесли удари по ногах із залізним прутом. Вона пропустила матч своєї команди та поєдинку за збірну Францію. Після підозр у спортивному суперництві з колишньою командою з «Парі Сен-Жермен» Амінатою Діалло, розслідування рухається до зведення рахунків, пов’язаних із минулими стосунками з колишнім французьким футболістом Еріком Абідалем.

## Стиль гри
На початку кар'єри виступала на позиції атакувального півзахисника, її тренер «Парі Сен-Жермен» Фарід Бенстіті змінив її позицію на опорного півзахисника.

## Статистика виступів

### Клубна
Станом на 18 листопада 2021.
| Сезон                     | Команда                   | Чемпіонат                 | Чемпіонат | Чемпіонат | Нац. кубок | Нац. кубок | Нац. кубок | Конт. кубок | Конт. кубок | Конт. кубок | Інші кубки | Інші кубки | Інші кубки | Загалом | Загалом |
| Сезон                     | Команда                   | Змаг.                     | Матчі     | Голи      | Змаг.      | Матчі      | Голи       | Змаг.       | Матчі       | Голи        | Змаг.      | Матчі      | Голи       | Матчі   | Голи    |
| ------------------------- | ------------------------- | ------------------------- | --------- | --------- | ---------- | ---------- | ---------- | ----------- | ----------- | ----------- | ---------- | ---------- | ---------- | ------- | ------- |
| 2006-2007                 | «Клерфорнтен»             | Д1                        | 11        | 1         | КФ         | -          | -          |             | -           | -           |            | -          | -          | 11      | 1       |
| 2007-2008                 | «Енен-Бомон»              | Д1                        | 15        | 5         | КФ         | -          | -          |             | -           | -           |            | -          | -          | 15      | 5       |
| 2008-2009                 | «Сент-Етьєн»              | Д1                        | 17        | 10        | КФ         | 2          | 1          |             | -           | -           |            | -          | -          | 19      | 11      |
| 2009-2010                 | «Сент-Етьєн»              | Д1                        | 21        | 8         | КФ         | 0          | 0          |             | -           | -           |            | -          | -          | 21      | 8       |
| 2010-2011                 | «Сент-Етьєн»              | Д1                        | 16        | 9         | КФ         | 6          | 3          |             | -           | -           |            | -          | -          | 22      | 12      |
| 2011-2012                 | «Сент-Етьєн»              | Д1                        | 20        | 3         | КФ         | 2          | 1          |             | -           | -           |            | -          | -          | 22      | 4       |
| Загалом за «Сент-Етьєн»   | Загалом за «Сент-Етьєн»   | Загалом за «Сент-Етьєн»   | 74        | 30        |            | 10         | 5          |             | -           | -           |            | -          | -          | 84      | 35      |
| 2012-2013                 | «Парі Сен-Жермен»         | Д1                        | 19        | 6         | КФ         | 4          | 2          |             | -           | -           |            | -          | -          | 23      | 8       |
| 2013-2014                 | «Парі Сен-Жермен»         | Д1                        | 17        | 1         | КФ         | 3          | 1          | ЖЛЧУ        | 0           | 0           |            | -          | -          | 20      | 2       |
| 2014-2015                 | «Парі Сен-Жермен»         | Д1                        | 19        | 2         | КФ         | 3          | 1          | ЖЛЧУ        | 7           | 1           |            | -          | -          | 29      | 4       |
| 2015-2016                 | «Парі Сен-Жермен»         | Д1                        | 12        | 1         | КФ         | 4          | 1          | ЖЛЧУ        | 4           | 0           |            | -          | -          | 20      | 2       |
| 2016-2017                 | «Олімпік Ліон»            | Д1                        | 9         | 0         | КФ         | 4          | 3          | ЖЛЧУ        | 1           | 0           |            | -          | -          | 14      | 3       |
| 2017-2018                 | «Олімпік Ліон»            | Д1                        | 19        | 7         | КФ         | 4          | 7          | ЖЛЧУ        | 5           | 0           |            | -          | -          | 28      | 14      |
| Загалом за «Олімпік Ліон» | Загалом за «Олімпік Ліон» | Загалом за «Олімпік Ліон» | 28        | 7         |            | 8          | 10         |             | 6           | 0           |            | -          | -          | 42      | 17      |
| 2018-2019                 | «Барселона»               | ПД                        | 24        | 1         | КІ         | 3          | 1          | ЖЛЧУ        | 7           | 2           |            | -          | -          | 34      | 4       |
| 2019-2020                 | «Барселона»               | ПД                        | 17        | 2         | КІ         | 3          | 1          | ЖЛЧУ        | 5           | 1           | СІ         | 0          | 0          | 25      | 4       |
| 2020-2021                 | «Барселона»               | ПД                        | 25        | 3         | КІ         | 3          | 0          | ЖЛЧУ        | 6           | 0           | SC         | 1          | 0          | 35      | 3       |
| Загалом за «Барселону»    | Загалом за «Барселону»    | Загалом за «Барселону»    | 66        | 6         |            | 9          | 2          |             | 18          | 3           |            | 1          | 0          | 94      | 11      |
| 2021-2022                 | «Парі Сен-Жермен»         | Д1                        | 7         | 0         | КФ         | -          | -          | ЖЛЧУ        | 1           | 0           |            | -          | -          | 8       | 0       |
| Загалом за ПСЖ            | Загалом за ПСЖ            | Загалом за ПСЖ            | 74        | 10        |            | 14         | 5          |             | 12          | 1           |            | -          | -          | 100     | 16      |
| Усього за кар'єру         | Усього за кар'єру         | Усього за кар'єру         | 268       | 59        |            | 41         | 22         |             | 36          | 4           |            | 1          | 0          | 346     | 85      |

### У збірній

#### По матчах
Станом на 22 лютого 2022
| Національна збірна | Рік     | Матчі | Голи |
| ------------------ | ------- | ----- | ---- |
| Франція            | 2012    | 1     | 0    |
| Франція            | 2013    | 0     | 0    |
| Франція            | 2014    | 10    | 0    |
| Франція            | 2015    | 12    | 0    |
| Франція            | 2016    | 12    | 3    |
| Франція            | 2017    | 0     | 0    |
| Франція            | 2018    | 0     | 0    |
| Франція            | 2019    | 1     | 0    |
| Франція            | 2020    | 0     | 0    |
| Франція            | 2021    | 0     | 0    |
| Франція            | 2022    | 3     | 0    |
| Загалом            | Загалом | 39    | 3    |

#### Забиті м'ячі
Рахунок та результат збірної Франції вказано на першому місці, у графі результати вказується рахунок після кожного голу Кейри Амрауї
| № | Дата            | Місце                                  | Суперник | Рахунок | Результат | Змагання                            |
| - | --------------- | -------------------------------------- | -------- | ------- | --------- | ----------------------------------- |
| 1 | 11 квітня 2016  | Сад дю Ено, Валансьєнн, Франція        | Україна  | 1–0     | 4–0       | кваліфікація чемпіонату Європи 2017 |
| 2 | 30 вересня 2016 | стад Себастьєн Шарлеті, Париж, Франція | Албанія  | 2–0     | 6–0       | кваліфікація чемпіонату Європи 2017 |
| 3 | 30 вересня 2016 | стад Себастьєн Шарлеті, Париж, Франція | Албанія  | 4–0     | 6–0       | кваліфікація чемпіонату Європи 2017 |

## Досягнення
«Сент-Етьєн»
- Кубок Франції
  -  Володар (1): 2011

«Парі Сен-Жермен»
- Кубок Франції
  -  Фіналіст (1): 2014

«Ліон»
- Ліга 1
  -  Чемпіон (2): 2016/17, 2017/18

- Ліга чемпіонів УЄФА
  -  Чемпіон (2): 2016/17, 2017/18

- Кубок Франції
  -  Володар (1): 2017

«Барселона»
- Прімера Дивізіон
  -  Чемпіон (2): 2019/20, 2020/21

- Ліга чемпіонів УЄФА
  -  Чемпіон (1): 2020/21[10]
  -  Фіналіст (1): 2018/19

- Кубок Іспанії
  -  Володар (2): 2020, 2021

- Суперкубок Іспанії
  -  Володар (1): 2020

- Кубок Каталонії
  -  Володар (1): 2019

- Кубок Кіпру
  -  Володар (1): 2014

Індивідуальні
- Збірна сезону Ліги чемпіонів УЄФА (1): 2019/20